# Discografia de Jessica Sutta
A discografia de Jessica Sutta, uma cantora e compositora estadunidense, compreende um álbum de estúdio à ser lançado, um single oficial próprio e inédito e dois singles como artista participante. Em 2002 Jessica chamou atenção da produtora Robin Antin por seu talento como dançarina, sendo contratada para integrar o grupo Pussycat Dolls. Em 2004 a banda estreou com o single promocional "Sway", mas foi só em 2005 que o grupo estourou com a canção "Don't Cha". No mesmo ano foi lançado o primeiro álbum do grupo, PCD, marcado por canções como "Buttons" e "Stickwitu" e vendendo 9 milhões de cópias.
Em 2007, com a pausa dada pelo grupo, Jessica Sutta é convidada pelo produtor e cantor Dave Audé para gravar uma canção, "Make It Last", lançada como single no mesmo ano, onde alcançou a primeira posição na Billboard Dance Club Play. No mesmo ano a cantora lança o segundo single como artista participante, "White Lies", para o álbum do cantor Paul van Dyk, alcançando a primeira posição no Billboard Dance Club Play, a oitava no Canadá, a trigésima oitava na Alemanha e a quatorze na Austria. Em 2008 Jessica volta com as Pussycat Dolls para o lançamento do segundo álbum, Doll Domination, retirando sucessos como "When I Grow Up" e "I Hate This Part", porém vendendo apenas 2 milhões de cópias. A edição Deluxe do álbum contou com uma canção solo da cantora, a faixa "If I Was a Man". Em 2010 Jessica Sutta e as outras três garotas remanecentes deixam o grupo, após diversas brigas com Nicole Scherzinger por serem tratadas com inferioridade. Na ocasião, Jessica denunciou em entrevista à E! Online que ela e as garotas eram tratadas como simples dançarinas de Nicole, que intitulava-se a lider e única importante do grupo.
Ainda em 2010 abre sua própria gravadora independente, a Pinup Angel Productions, para lançar seu primeiro single solo  oficial, intitulado "I Wanna Be Bad", composto pela cantora e produzida por Tearce Kizzo, conhecido pelos trabalhos com Eva Simons. A canção não teve um bom desempenho, falhando ao alcançar alguma posição nos Estados Unidos, Reino Unido ou Canadá, apenas entrando para a posição sessenta e cinco no IFPI Slovenská Republika, na Eslováquia. Em 2011 assina com a Hollywood Records, gravadora conhecida por ser o lar de artistas como Demi Lovato, Miley Cyrus e Hilary Duff. Em 23 de agosto lança a canção "Show Me", primeiro single pela nova gravadora, passando a trabalhar em seu álbum de estreia, anunciado como Sutta Pop.
Em 2012, Jessica anuncia sua saída da Hollywood Records e no ano seguinte dá início a novos trabalhos agora pela Citrusonic Records, pela gravadora ela lançou ''Again'' e ''Lights Out'', que alcançou a terceira posição na parada dance. Ainda em 2013, ela colaborou com a DJ Xenia Ghali e Duane Harden. Já em 2014, Jessica dá início a um novo álbum chamado ''Feline Resurrection'', sob o selo da Premier Music League. Até o momento foram lançados três singles: Let It Be Love, Feline Resurrection e Damn! (I Wish I Was Your Lover).

## Álbuns

### Álbuns de estúdio
| Título do álbum | Detalhes do álbum                                                                                  | Maiores posições | Maiores posições |
| Título do álbum | Detalhes do álbum                                                                                  | EUA              | RU               |
| --------------- | -------------------------------------------------------------------------------------------------- | ---------------- | ---------------- |
| I Say Yes       | - Lançamento: 3 de março de 2017 - Gravadora: Premier League Music - Formato: CD, download digital | —                | —                |

### Mixtape
| Ano  | Álbum | Posições | Posições | Posições | Posições | Posições |
| Ano  | Álbum | USA      | AUS      | AUT      | CAN      | UK       |
| ---- | --- | -------- | -------- | -------- | -------- | -------- |
| 2011 | Sutta Pop - Lançamento: Cancelado - Gravadora: Hollywood Records / Citrusonic Records                              | —        | —        | —        | —        | —        |
| 2016 | Feline Resurrection - Lançamento: Março de 2016 - Gravadora: Premier Music League - Formatos: CD, download digital | —        | —        | —        | —        | —        |

## Singles
| Título                                           | Ano  | Maiores posições | Maiores posições | Álbum                         |
| Título                                           | Ano  | EUA Dance Club   | EUA Dance/ Elec. | Álbum                         |
| ------------------------------------------------ | ---- | ---------------- | ---------------- | ----------------------------- |
| "Show Me"                                        | 2011 | 1                | —                | Sutta Pop                     |
| "Again"                                          | 2013 | 14               | 39               | Não adicionado à nenhum álbum |
| "Lights Out"                                     | 2013 | 3                | —                | Não adicionado à nenhum álbum |
| "Let It Be Love" (com participação de Rico Love) | 2015 | 6                | —                | Feline Resurrection           |
| "Feline Resurrection"                            | 2015 | —                | —                | Feline Resurrection           |
| "Damn (I Wish I Was Your Lover)"                 | 2015 | —                | —                | Feline Resurrection           |
| "Forever"                                        | 2016 | —                | —                | I Say Yes                     |
| "Distortion"                                     | 2016 | 1                | —                | I Say Yes                     |
| "Feel Like Making Love"                          | 2017 | —                | —                | I Say Yes                     |

### Singlespromocionais
| Título                                                    | Ano  | Maiores posições | Álbum                         |
| Título                                                    | Ano  | SUI              | Álbum                         |
| --------------------------------------------------------- | ---- | ---------------- | ----------------------------- |
| "I Wanna Be Bad"                                          | 2010 | 65               | Não adicionado à nenhum álbum |
| "Candy"                                                   | 2014 | —                | Feline Resurrection           |
| "Bottle Bitch"                                            | 2015 | —                | Feline Resurrection           |
| "Get Lost"                                                | 2016 | —                | Não adicionado à nenhum álbum |
| "When a Girl Loves a Boy" (com a participação de Pitbull) | 2017 | —                | I Say Yes                     |

### Como artista convidada
| "Make It Last" (Dave Audé com participação de Jessica Sutta)                  | 2007 | —  | 1 | —  | —  | —  | —  | Make It Last EP |
| "White Lies" (Paul van Dyk com participação de Jessica Sutta)                 | 2007 | —1 | 3 | 73 | 14 | 38 | 80 | In Between      |
| "Where Ever U Are" (Cedric Gervais com participação de Jessica Sutta)         | 2011 | —  | — | —  | —  | —  | —  | Miamification   |
| "I'm Gonna Get You" (Dave Audé com participação de Jessica Sutta)             | 2015 | —  | 1 | —  | —  | —  | —  | -               |
| "—" denota títulos que não entraram nas paradas ou não foram lançados no país |      |    |   |    |    |    |    |                 |

## Outras Aparições
| Ano  | Canção                 | Artista       | Álbum                            | Nota                                   |
| ---- | ---------------------- | ------------- | -------------------------------- | -------------------------------------- |
| 2007 | "Be With You"          | Paul van Dyk  | In Between                       | Excluida da tracklist oficial do álbum |
| 2008 | "In Your Heart"        | Jessica Sutta |                                  | Não adicionada a nenhum trabalho.      |
| 2008 | "If I Was A Man"       | Jessica Sutta | Doll Domination                  | Apenas na versão Deluxe                |
| 2011 | "Pin-Up Girl"          | Erick Morillo | Erick Morillo's Project          |                                        |
| 2011 | "Show Me"              | Jessica Sutta | Now That's What I Call Music! 39 |                                        |
| 2011 | "Look But Don't Touch" | Eva Simons    | Rockstar                         |                                        |
| 2013 | ""This Is Ya Life"     | Duane Harden  | #NB4U                            |                                        |

## Videoclipes
| Ano  | Canção                                             | Diretor             | Nota                                       |
| ---- | -------------------------------------------------- | ------------------- | ------------------------------------------ |
| 1998 | "Don't Let This Moment End"                        |                     | aparição no videoclipe de Gloria Estefan.  |
| 1998 | "Miami"                                            | Bob Giraldi         | aparição no videoclipe de Will Smith.      |
| 2003 | "Suga Suga"                                        |                     | aparição no videoclipe de Baby Bash.       |
| 2003 | "Spanish"                                          | Calabazitaz         | aparição no videoclipe de Craig David.     |
| 2003 | "Crazy in Love"                                    | Jake Nava           | aparição no videoclipe de Beyoncé.         |
| 2004 | "Don't Cry For Pain"                               |                     | aparição no videoclipe de Ana Johnsson.    |
| 2007 | "White Lies" (Paul van Dyk part. Jessica Sutta)    | Lucy Adams          |                                            |
| 2010 | "I Wanna Be Bad"                                   | Frank E. Flowers    |                                            |
| 2011 | "Pin-Up Girl"                                      | Eugene Riecansky    |                                            |
| 2011 | "Show Me"                                          |                     |                                            |
| 2013 | "Again"                                            | Ryan Rabih Zeidan   |                                            |
| 2013 | "Lights Out"                                       | Ryan Rabih Zeidan   |                                            |
| 2013 | "Out With A Bang"(Xenia Ghali part. Jessica Sutta) |                     |                                            |
| 2014 | "Candy"                                            | Constellation Jones |                                            |
| 2015 | "Gonna Get U"(Dave Audé part.Jessica Sutta)        | Matty Sims          |                                            |
| 2015 | "Let It Be Love" (part. Rico Love)                 | Jose Omar           |                                            |
| 2015 | "Let It Be Love"                                   |                     | Versão remix de Tommy Love e Big Room Club |
| 2015 | "Feline Resurrection"                              | Jose Omar           |                                            |